# August Johann Georg Karl Batsch
August Johann Georg Karl Batsch (28 de octubre de 1761 - 29 de septiembre de 1802), fue un naturalista alemán y reconocida autoridad en materia de setas.
Batsch nace en Jena, Alemania, siendo sus padres George Lorenz Bratsch y Ernestine Franke. Estudia en la escuela municipal, y luego con tutores privados.
Estudia en la Universidad de Jena donde obtiene el doctorado en 1781. Y en 1786, el doctorado en Medicina, en ese año inicia la enseñanza de historia natural.
En 1790, crea el Jardín Botánico de Jena, y funda la Naturforschende Gesellschaft.

## Botánica
Batsch descubre al menos 200 nuevas especies de setas, incluyendo a Clitocybe nebularis, Calocera cornea, Paxillus involutus, Tapinella atrotomentosa y Calvatia gigantea.
Como reconocida autoridad escribe dos libros sobre el tópico, Elenchus Fungorum (Discusiones de Fungi, entre 1783 y 1789), que es aún altamente recomendado y Versuch einer Anleitung zur Kenntniss und Geschichte der Pflanzen (Acercamiento a Instrucciones en el Conocimiento e Historia de las Plantas, entre 1787 y 1788). Versuch einer Anleitung... sobre la naturaleza de lo que se sabe sobre enfermedades fungicas de plantas.

## Vida privada
Batsch se casa en 1787 con Amalie Pfaundel, teniendo tres hijos, Friedrich (nace en 1789), George Friedrich Karl (1792), y Karoline (1795). Fallece en 1802 luego de una corta enfermedad.

## Obra

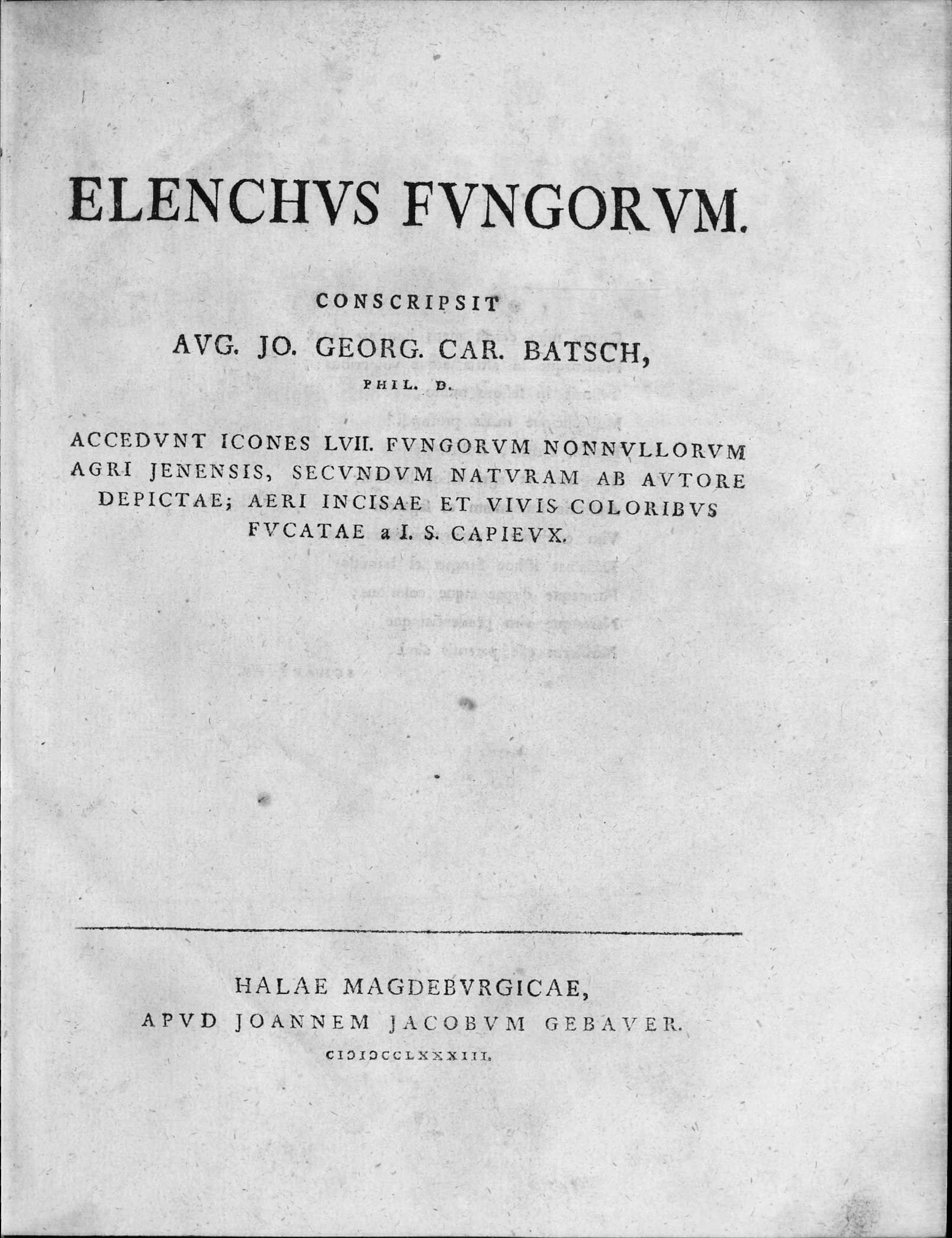
Elenchus fungorum, 1783

- 1802. Tabula affinitatum regni vegetabilis, 1802 resumen
- 1791. Botanische Bemerkungen, 1791
- 1788. , . Zweyter Theil: Merkwürdige Arten der Gewächse nach ihren Aehnlichkeiten geordnet. Anbau und Benutzung (Parte Zweyter: especies extrañas de plantas agrupadas por sus similitudes. Cultivo y uso)
- 1783-1789. Elenchus Fungorum (Discusión de Fungi)
- 1787-1788. Versuch einer Anleitung zur Kenntniss und Geschichte der Pflanzen ( Prueba de una herramienta para el conocimiento y la historia de las plantas) resumen
- 1786. Dissertatio inauguralis botanica sistens dispositionem generum plantarum Jenensium, resumen
- 1786. Naturgeschichte der Bandwurmgattung überhaupt und ihrer Arten insbesondere, nach den neuern Beobachtungen in einem systematischen Auszuge verfasst. J. J. Gebauer, Halle, 298 p.

## Honores

### Epónimos
- (Asteraceae) Batschia Moench[2]
- (Boraginaceae) Batschia J.F.Gmel.[3]
- (Fabaceae) Batschia Vahl[4]
- (Menispermaceae) Batschia Mutis ex Thunb.[5]
- La abreviatura «Batsch» se emplea para indicar a August Johann Georg Karl Batsch como autoridad en la descripción y clasificación científica de los vegetales.[6]